# Why? (Bronski-Beat-Lied)
Why? ist ein Lied der britischen Synthie-Pop-Gruppe Bronski Beat und erschien 1984 auf ihrem Album The Age of Consent.

## Liedtext
Das Lied beginnt mit der von Frontmann Jimmy Somerville gesungenen Frage „Tell me why?“ (zu deutsch „Sag mir warum?“) und dem Geräusch von zerbrechendem Glas.
In dem Text des Liedes, das in den RPM Studios in New York aufgenommen und in den Townhouse Studio in London gemischt wurde, geht es um schwulenfeindliche Vorurteile und Gewalt:

“Contempt in your eyes
When I turn to kiss his lips
Broken I lie
All my feelings denied
Blood on your fist
…
[You] Name me an illness
Call me a sin”

„Verachtung in deinen Augen
wenn ich mich drehe um seine Lippen zu küssen
Ich liege gebrochen
all meine Gefühle leugnend
Blut auf deiner Faust
…
[Du] nennst mich eine Krankheit
nennst mich eine Sünde.“

## Erfolge und Coverversionen
Das Lied erreichte in mehreren europäischen Ländern die Top 10 der Musik-Charts.
2006 veröffentlichte Supermode das Lied Tell Me Why, das aus Gesang aus Why? und der gesampelten Melodie von Smalltown Boy (ebenfalls von Bronski Beat) entstand.

## Single-Cover
Das Bild für das Single-Cover, das unter dem pinken Schriftzug „Why?“ den kurzhaarigen Kopf eines Mannes hinter seinen Armen zeigt, wurde von dem Künstler Robert McAulay aus Glasgow gezeichnet.

## Trackliste
12" Vinyl Single (MCA-23538)
1. Why? (Extended Mix) – 7:45
2. Cadillac Car (Extended Mix) – 7:35

7" Vinyl Single (MCA-52565)
1. Why? – 3:54
2. Cadillac Car – 3:50